# Gonioscelis congoensis
Gonioscelis congoensis är en tvåvingeart som beskrevs av H. Oldroyd 1970. Gonioscelis congoensis ingår i släktet Gonioscelis och familjen rovflugor.
Artens utbredningsområde är Kongo. Inga underarter finns listade i Catalogue of Life.